# فيل روبرتس
فيل روبرتس (بالإنجليزية: Phil Roberts)‏ (24 فبراير 1950 بكارديف في المملكة المتحدة - ) هو لاعب كرة قدم بريطاني في مركز الدفاع. شارك مع منتخب ويلز لكرة القدم. أما مع النوادي، فقد لعب مع نادي إكزتر سيتي ونادي بريستول روفيرز ونادي بورتسموث ويوفل تاون ونادي هيرفورد وChard Town F.C. ‏ ونادي ويموث وOttery St Mary A.F.C. ‏ ونادي تاونتون تاون ‏.

## وصلات خارجية
- فيل روبرتس على موقع الاتحاد الأوربي (الإنجليزية)
- فيل روبرتس على موقع قاعدة بيانات كرة القدم.إي يو (الإنجليزية)